# 社会主义劳动党
社会主义劳动党（羅馬尼亞語：Partidul Socialist al Muncii，缩写为PSM）是罗马尼亚历史上的一个左翼民族主义和新共产主义政党。该党成立于1990年11月16日。该党的主席伊利耶·维尔德茨曾在1979年—1982年担任罗马尼亚社会主义共和国部长会议主席。在1992年罗马尼亚大选中，该党获得约3%的选票、13个众议院席位和5个参议院席位。后来，该党逐渐失去影响力。2003年7月，该党并入社会民主党；反对合并的成员另行建立社会主义联盟党 。